# James Millican
Pour les articles homonymes, voir Millican.
James Millican (né à Palisades, New Jersey le 17 février 1910, et mort à Los Angeles le 24 novembre 1955) est un acteur américain spécialisé dans les westerns.

## Biographie
On se souvient de son interprétation du cocher de la diligence de L'Attaque de la malle-poste (1951) d'Henry Hathaway où son personnage est le protagoniste d'une scène de tension avec le bandit joué par Hugh Marlowe.  

## Filmographie
- 1932 : Le Signe de la croix de Cecil B. DeMille
- 1936 : L'Extravagant Mr. Deeds de Frank Capra
- 1938 : Cinq Jeunes Filles endiablées (Spring Madness) de S. Sylvan Simon : Étudiant au collège de Dartmout
- 1939 : Avocat mondain (Society Lawyer) d'Edwin L. Marin
- 1939 : Monsieur Smith au Sénat de Frank Capra
- 1941 : L'Homme de la rue de Frank Capra
- 1943 : Du sang sur la neige de Raoul Walsh
- 1944 : Ma femme est une sorcière de René Clair
- 1945 : Le Prix du bonheur  (You Came Along) de John Farrow
- 1946 : Tokyo Rose de Lew Landers
- 1947 : La Blonde incendiaire de George Marshall
- 1947 : Le Poison de Billy Wilder
- 1948 : The Tender Years de Harold D. Schuster
- 1948 : Le Dahlia bleu de George Marshall
- 1948 : La Peine du Talion de Henry Levin
- 1948 : In This Corner de Charles Reisner
- 1948 : Adventures of Gallant Bess de Lew Landers
- 1948 : Tragique Décision de Sam Wood
- 1949 : L'Homme de Kansas City (Fighting Man of the Plains) d'Edwin L. Marin
- 1949 : La Belle Aventurière (The Gal Who Took the West) de Frederick de Cordova
- 1950 : La Cible humaine de Henry King
- 1950 : Winchester '73 d'Anthony Mann
- 1951 : Le Sentier de l'enfer de Byron Haskin
- 1951 : L'Attaque de la malle-poste de Henry Hathaway
- 1951 : Les Rebelles du Missouri de Gordon Douglas
- 1952 : The Winning Team de Lewis Seiler
- 1952 : L'Inexorable Enquête (Scandal Sheet) de Phil Karlson
- 1952 : Le train sifflera trois fois de Fred Zinnemann
- 1952 : Les clairons sonnent la charge  de Roy Rowland
- 1952 : Le Sillage de la mort  de Lew Landers
- 1953 : Crazylegs de Francis D. Lyon
- 1953 : Le Fouet d'argent (The Silver Whip) de Harmon Jones
- 1954 : Le Cavalier traqué de André De Toth
- 1954 : Les Proscrits du Colorado de William Witney
- 1955 : L'Homme de la plaine de Anthony Mann
- 1955 : Strategic Air Command de Anthony Mann
- 1955 : Le Grand Chef (Chief Crazy Horse) de George Sherman
- 1955 : Top Gun de Ray Nazarro